# Ievan Polkka
„Ievan Polkka“ („Evina polka“, občas též chybně psáno „Levan Polkka“) je finská píseň na melodii tradiční finské polky, která byla napsána Einem Kettunenem a poprvé vydána roku 1928. Text písně je napsán ve východním savoském nářečí, kterým se mluví v Severní Karélii, a z pohledu mladíka vypráví příběh o dívce jménem Ieva (toto jméno je dialektickou variantou ve finštině jinak běžně používaného jména Eva nebo Eeva), která se jednoho dne vyplíží ze svého domu a uteče za mladíkem, aby s ním protancovala celou noc. Mladík pak následně doprovodí dívku do jejího domu, kde se však střetne s její matkou. Mladík je ale horkokrevný, a tak začne matce vyhrožovat a nehodlá se Ievy vzdát. Někdy je tato píseň mylně považována za lidovou tvorbu, avšak na text se stále vztahují autorská práva. Píseň byla v roce 1995 za použití scatu nazpívána folkovou skupinou Loituma, která tuto píseň rozšířila do povědomí celého světa a zpopularizovala. Další celosvětově známou verzí této písně je animované video Loituma Girl, kde byl zpěv vytvořen za pomocí hlasového programu Hatsune Miku.

## Původ
V Jižní Karélii je píseň Ievan Polkka známá též pod jménem "Savitaipaleen polkka", protože právě tato píseň je velmi podobná Ievan Polkka, avšak jedná se o dvě různé písně. Melodie Ievan Polkky se také velice podobná ruskému lidovému tanci смоленский гусачок (Smolenský houser).
Samotný žánr polky vznikl okolo roku 1830 v Čechách, avšak i přesto je možné dohledat melodie podobné polce už v 18. století ve Viipurské provincii (jako město Viipuri dnes chápejme město Vyborg ležící v Leningradské oblasti). Tato provincie byla v 18. století pod nadvládou Ruského impéria, jež po mnohá desetiletí ovládalo toto území, a západně hraničila se Švédským královstvím. Dále není zbytečné zmínit, že se v 19. století sběratelé finských lidových tanců a písní všimli, že všechna tato lidová tvorba v oblastech Luukamäki a Savitaipale (tj. Viipurská provincie) je ruská, a proto ji nezaznamenávali. Avšak tyto lidové písně a tance nemohly být polkou samotnou, neboť polka se do Severní Evropy rozšířila koncem 19. století.

## Známá hudební zpracování
Ievan Polkka dosahovala značné popularity po konci druhé světové války, avšak v průběhu 70. a 80. let téměř upadla v zapomnění. V oblibu a značnou známost po celém světě jí přivedla finská folková skupina (kvarteto) Loituma, která tuto píseň zahrnula do svého prvního alba z roku 1995 nesoucího stejnojmenný název podle skupiny. Text a způsob provedení, který Loituma použila, je (vyjma severských států) chráněn autorskými právy, které náleží hudebnímu vydavatelství Warner Chappell Music. Ve Spojených státech bylo album vydáno roku 1998 pod názvem Things of Beauty.
Roku 2012 finská folkmetalová skupina Korpiklaani vydala své osmé studiové album Manala, které obsahovalo i přezpívanou píseň Ievan Polkka ve folkmetalovém pojetí a to jak s původním textem, tak i v anglickém překladu (Ieva's Polka).